# Ludwig Friedrich Hudemann
Ludwig Friedrich Hudemann (* 3. September 1703 Friedrichstadt an der Eider; † 16. Februar 1770 in Hennstedt (Dithmarschen)) war ein deutscher Dichter. Er schrieb Heldengedichte und Tragödien.

## Leben
Hudemann wurde als Sohn des Juristen und herzoglichen Gerichtssekretärs, Hinrich Ludwig Hudemann († 1728), und der Anna Rosina, Tochter des Tönninger Arztes Theophilus Müller, geboren. Sein Urgroßvater war der Theologe Johann Hudemann. 1709 wurde sein Vater erster lutherischer Ratsherr in Friedrichstadt.
Nach Besuch des Akademischen Gymnasiums in Hamburg studierte Hudemann Rechtswissenschaften in Halle und Leipzig. In Leipzig schloss er Bekanntschaft mit Johann Sebastian Bach, der ihm 1727 den Kanon zu vier Stimmen, BWV 1074, widmete. In Kiel promovierte er 1730 zum Dr. jur. Nach Reisen nach Holland und Frankreich ließ er sich in Hennstedt in Dithmarschen nieder und heiratete am 26. September 1736 die Witwe des 1735 verstorbenen Kirchspielsvogts Christian Bump. In Hennstedt wohnte er bis zu seinem Tode und war als Anwalt tätig. Dort entstanden auch die meisten seiner literarischen Werke.
Hudemann war seit seinem Studium Mitglied der Deutschen Gesellschaft in Leipzig, Greifswald und Göttingen und korrespondierte u. a. mit Johann Christoph Gottsched und dem Hamburger Aufklärer und Komponisten Johann Mattheson. Nachdem er zunächst Gottscheds von der Aufklärung geprägte sprachliche und literarische Reformbestrebungen abgelehnt hatte, wandte er sich später von dem barocken Stil ab und verfasste nach Klopstocks Vorbild religiöse Heldengedichte und Tragödien. 1751 übersetzte er Jean Racines Phädra und 1753 Isabel und Athalia von Pierre Corneille.

## Familie
Mit seiner Frau Wiebke geb. Jochims verw. Bump († vor 1772) hatte er fünf Töchter und den Sohn Georg Hinrich Hudemann (1739–1806). Letzterer wurde Kirchspielvogt in Hennstedt. Dorothea Amalia (1743–1805) heiratete den Heider Kirchspielvogt Nicolaus Behrens und wurde Mutter von Siegfried Behrens. Christine Friederike (1747–1787) wurde Ehefrau von Johann Nicolaus Leithäuser, den Pastor der Hennstedter St.-Secundus-Kirche.

## Werke (Auswahl)
- „Harmonische Belustigungen des Geistes in poetischen Betrachtungen und Liedern“, drei Teile 1746–49 *„Der großmüthige Friedrich III., König von Dänemark, ein Heldengedicht“, 1750.
- „Diokletian, ein Trauerspiel“, 1750
- „Jesabel, ein Originalstück“, 1753
- „Der Brudermord des Kain, ein Trauerspiel“, 1754
- „Lucifer, ein episches Gedicht“, 1765
- „Der auferstandene Messias, ein episches Gedicht“, 1767
- „Iphigenia und Jephta, 2 Trauerspiele“, 1767